# Isabella Bergmark
Isabella Nicole Bergmark (5 settembre 2000) è una pallavolista statunitense, centrale del Vandœuvre Nancy.

## Carriera

### Club
Inizia la sua carriera nei tornei scolastici californiani, a cui partecipa con la Marin Catholic HS. Gioca poi nella lega universitaria NCAA Division I, facendo parte dal 2018 al 2021 della UC Berkeley, saltando l'annata 2019; si trasferisce poi alla Texas, dove conclude la sua carriera universitaria e in due stagioni conquista altrettanti titoli nazionali.
Debutta da professionista a Porto Rico, partecipando alla Liga de Voleibol Superior Femenino 2024 con le Pinkin de Corozal, mentre nella stagione 2024-25 è di scena nella Ligue A francese con il Vandœuvre Nancy.

## Palmarès

### Club
- NCAA Division I: 2

2022, 2023